# Ambasada României în Republica Moldova
Ambasada României în Republica Moldova este principala misiune diplomatică a României în Republica Moldova. Sediul său este în Chișinău, sectorul Centru, str. București, 66/1.

## Istorie
România a fost primul stat care a recunoscut independența Republicii Moldova, pe 27 august 1991, la câteva ore de la proclamarea acesteia. Statul român a fost primul care și-a deschis o misiune diplomatică în Moldova, pe 20 ianuarie 1992.
Diplomatul Filip Teodorescu a fost numit în funcția de ambasador al României în Moldova în martie 2003 și și-a preluat atribuțiile în aprilie 2003. După violenețe postelectorale din 7 aprilie 2009, Președintele Republicii Moldova Vladimir Voronin a anunțat că ambasadorul României la Chișinău, Filip Teodorescu, a fost declarat persona non grata și are la dispoziție 24 de ore pentru a părăsi țara. Totodată a fost reintrodus regimul de vize pentru cetățenii români. În ziua următoare, parlamentul României l-a numit pe Mihnea Constantinescu în funcția de ambasador în Republica Moldova, dar, două săptămâni mai târziu, guvernarea de la Chișinău a respins diplomatul acreditat fără explicații. Pe 9 aprilie 2009, Uniunea Europeană a cerut Republicii Moldova normalizarea relațiilor cu România.
Consulul României la Chișinău, Ion Nuică, și-a prezentat demisia pe 13 iulie 2009, după ce pe internet a apărut un filmuleț care îl înfățișa în compania unei femei, în ipostaze intime.
Pe 9 februarie 2010, Parlamentul României a aprobat un nou ambasador în Moldova, Marius Lazurcă (n. 1971, Timișoara), fost ambasador la Sfântul Scaun.

## Ambasadori
| Nume             | Început | Sfârșit |
| ---------------- | ------- | ------- |
| Daniel Ioniță    | 2016    | 2022    |
| Marius Lazurcă   | 2010    | 2016    |
| Filip Teodorescu | 2003    | 2009    |
| Adrian Bălănescu | 2001    | 2003    |
| Victor Bârsan    | 1999    | 2001    |
| Nichita Danilov  | 1999    | 1999    |
| Marcel Dinu      | 1997    | 1999    |